# Azal Avia Cargo
Azal Avia Cargo là hãng hàng không chuyên chở hàng hóa của Azerbaijan, trụ sở tại Baku. Hãng có căn cứ ở Sân bay quốc tế Heydar Aliyev

## Lịch sử
Azal Avia Cargo được thành lập năm 1996 như hãng phụ thuộc và do hãng hàng không Azerbaijan Airlines làm chủ . Hãng hoạt động trong lãnh vực vận chuyển hàng hóa trong nước và tới các nước khác trong Cộng đồng các Quốc gia Độc lập.

## Đội máy bay
Đội máy bay của Azal Avia Cargo gồm các máy bay sau (tháng 3/2007)
- 2 Antonov An-12
- 1 Antonov An-26
- 1 Ilyushin Il-76

## Đội máy bay đã ngưng hoạt động
- 1 Antonov An-32 (tháng 8/2006)[2]